# لینکلن ویلیامز
لینکلن ویلیامز (انگلیسی: Lincoln Williams؛ زادهٔ ۶ اکتبر ۱۹۹۳) بازیکن والیبال اهل استرالیا عضو تیم ملی استرالیا است.
از باشگاه‌هایی که در آن بازی کرده‌است می‌توان به مؤسسه ورزشی استرالیا اشاره کرد.